# مغالطه تصدیق فصل
مغالطهٔ فصل امر هنگامی رخ می‌دهد که استنتاج، ساختار منطقی زیر را داشته باشد:
گزاره‌های الف یا ب درست هستند.
الف درست است.
پس ب نادرست است.
یا با استفاده از عملگرهای منطقی:
{\displaystyle p\vee q}
{\displaystyle p}
{\displaystyle {}\vdash {}} ¬ {\displaystyle q}

## بیان
ریشهٔ مغالطه در این نتیجه‌گیری است که می‌گوید یا فقط گزارهٔ الف می‌تواند درست باشد یا فقط گزارهٔ ب. در حالی که هر دو گزاره هم‌زمان نیز می‌توانند درست باشند. زیرا اینجا حرف اضافی «یا» از نوع یای فصلی است نه از نوع یای مانعةالجمع. این مغالطه نوعی مغالطه اشتراک لفظ میان یای فصلی و یای مانعةالجمع است.

## مثال
مثال زیر نادرستی این مغالطه را نشان می‌دهد.
ماکس پستاندار یا گربه است.
ماکس پستاندار است.
پس ماکس گربه نیست.
این استنباط نادرست است چون که تمام گربه‌ها پستاندار هستند.